# Eskilsminne Idrottsförening
L'Eskilsminne Idrottsförening, meglio noto come Eskilsminne IF o semplicemente Eskilsminne, è una società calcistica svedese con sede nella città di Helsingborg. Disputa le proprie partite casalinghe all'Harlyckans IP.

## Storia
La fondazione del club risale al 18 maggio 1928. Tra gli artefici della nascita ci fu anche l'ex difensore della nazionale Arne Johansson. L'anno seguente venne richiesta l'adesione alla Federcalcio svedese e fu redatto il primo statuto.
Nei suoi primi anni di esistenza, la squadra giocò presso un campo chiamato Bankovallen, situato nei pressi della scuola Västra Ramlösa. Nel 1934 avvenne la fusione con il Sofiebergs BK, e con ciò ci fu anche lo spostamento al campo di Tre Torn. A partire dal 1942, l'impianto di casa dell'Eskilsminne è l'Harlyckans IP, immerso nell'area verde di Jordbodalen.
Nel corso della sua storia, l'Eskilsminne non ha mai raggiunto i campionati più alti del calcio svedese, militando perlopiù in campionato medio-bassi nella piramide del calcio nazionale. Nel 2015 disputò il suo primo campionato di Division 1, ovvero la terza serie, dalla quale però retrocedette già a fine stagione. Dopo due anni trascorsi in Division 2, i gialloblu ritornarono a disputare la terza serie nel 2018, annata in cui chiusero al quarto posto nel proprio girone. La retrocessione in quarta serie giunse in questo caso al termine del campionato 2020.
Oltre all'attività della prima squadra, il club si segnala per essere la squadra con più associati di tutta la Scania, visti i circa 1400-1500 membri e le circa 50 squadre.

## Palmarès

### Competizioni nazionali
- Division 2: 2

2014, 2022